# Kepler-62f
Kepler-62f är en superjord exoplanet, som befinner sig 1 200 ljusår från jorden i Lyran. Planeten antas vara en stenplanet; möjligen också en vattenplanet. Den kretsar runt sin stjärna Kepler-62 på 257 dygn i den cirkumstellära beboeliga zonen. Kepler-62f har en stor möjlighet att ha vatten på sin yta. Den kan ha liv och planeten är även på SETI:s lista över planeter som kan ha intelligent liv.